# Shahiyas
≈500–1010/1026
Les Shahiyas, aussi appelé Shahis (Devanagari : शाही), est une dynastie qui a régné sur le Kaboulistan, une partie de l'actuelle Afghanistan autour de Kaboul, et sur l'ancienne province du Gandhara, dans le nord de l'actuel Pakistan. Cette dynastie a régné à partir de la fin de l'Empire kouchan au IIIe siècle jusqu'au IXe siècle. La dynastie descend probablement des Kouchans ou des Turcs. Le royaume était connu sous le titre de Shahiya de Kaboul (Kaboul-Chahan ou Ratbél-Chahan en Persan کابلشاهان یا رتبیل شاهان) entre 565 et 879 quand ils avaient Kapissa et Kaboul pour capitales, puis plus tard connu comme Hindou-Shahi. À partir du VIIe siècle la dynastie était liée à celle des Zunbils du sud-ouest de Kaboul. « Il suit du rapport de Huei-chao que  Barha Takin (en) avait deux fils, celui qui a régné après lui en Kapissa-Gandhara et un autre qui est devenu le roi de Zabol ». L'est de l'Hindou Kouch est gouverné par les Shahiyas et le sud par les Zunbils.
Il existe deux périodes pour les Shahiyas de Kaboul/Gandhara,  répartis entre les soi-disant Bouddhiste-Shahis puis les soi-disant Hindou-Shahis, avec le changement de pensée qui a eu lieu aux environs de 870.